# Waar blijft de tijd
Waar blijft de tijd is een lied gezongen door Herman van Veen. Het was het eerste lied waarmee hij als zanger bekendheid verwierf.
Het lied is een Nederlandstalige bewerking van het Franse chanson On ne voit pas le temps passer, oorspronkelijk geschreven en uitgevoerd door Jean Ferrat. De tekst werd in het Nederlands vertaald door Ferenc Schneiders en uitgevoerd door Herman van Veen.
Het nummer verscheen voor het eerst in 1968 op Van Veens debuutalbum Herman van Veen. Het werd later opnieuw opgenomen voor zijn album Alles uit 1973.
De tekst draait om een getrouwde huisvrouw die opgesloten zit in de sleur van het dagelijks leven. Het nummer behandelt in bredere zin thema's als vergankelijkheid en nostalgie, en roept vragen op over de snelheid waarmee de tijd verstrijkt.

## Uitvoeringen
Herman van Veen nam het nummer meerdere keren op:
- In 1968 op zijn debuutalbum Herman van Veen.
- In 1973 op het album Alles, een verzameling van opnieuw opgenomen nummers.
- In 1984 op het album Weet je nog.
- In 1998 op de compilatie Nu en dan: 30 jaar Herman van Veen